# Sahlmannvilla

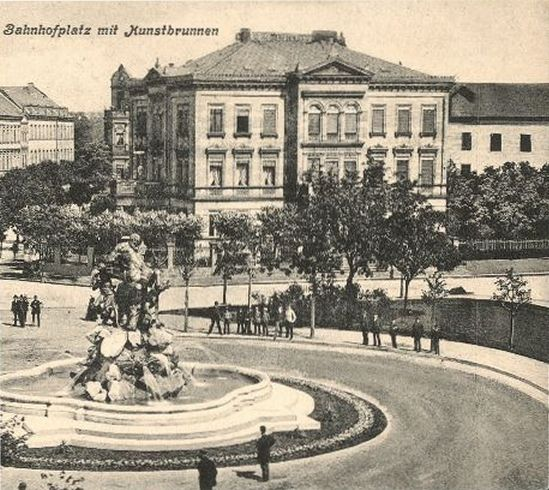
Sahlmannvilla. Im Vordergrund der Centaurenbrunnen im historischen Park. Historische Postkarte

Die Sahlmannvilla (Bahnhofplatz 4) an der Ecke Bahnhofplatz / heutige Gustav-Schickedanz-Straße in Fürth war ein 1867 von der jüdischen Hopfenhändlersfamilie Sahlmann errichteter Villenbau.

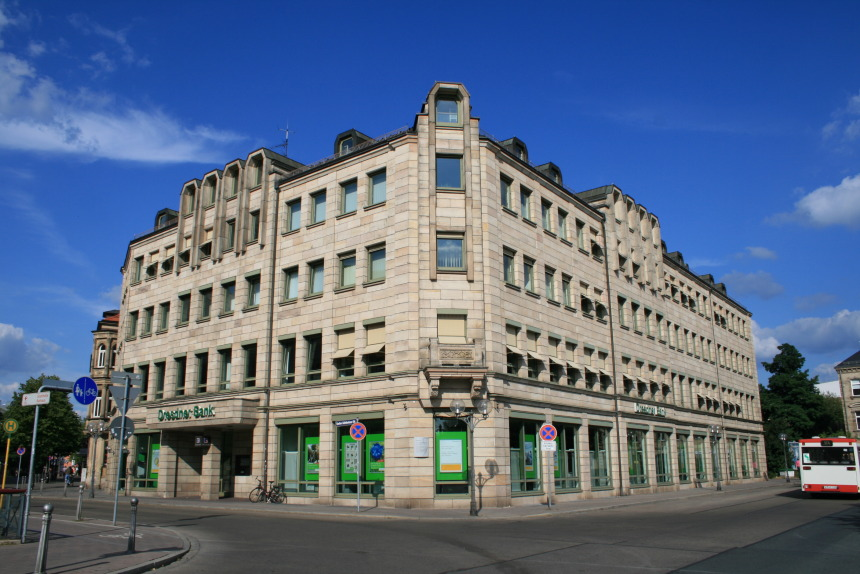
Dresdner Bankfiliale. An die Sahlmannvilla erinnert ein historisches Balkon-Element.

Die Sahlmanns waren eine über Nürnberg und Fürth verteilt lebende Bürgerfamilie, die vor allem als Hopfenhändler zu Wohlstand gekommen war. Am 25./26. Mai 1906 empfing Anton Sahlmann hier den bayerischen Prinzen Ludwig bei dessen Besuch in Fürth. Spätestens zur Reichspogromnacht wurde die Villa konfisziert und man nutzte den Bau, um jüdische Mitbürger festzusetzen. Im Zweiten Weltkrieg diente die Villa als Gefechtsstand der Wehrmacht.
Die Villa wurde 1984 unter Protest zugunsten eines Neubaus der Dresdner Bank (heute Commerzbank) abgerissen.